# 洪都拉斯触螳属
洪都拉斯触螳属（学名：Hondurantemna），也称洪都拉斯安登奈螳属，为螳科的一个属。

## 下属物种
本属包括以下物种：
- 齐氏洪都拉斯安登奈螳 Hondurantemna chespiritoi Rodrigues, Rivera, Reid & Svenson, 2017